# امراواتی، اندراپردش
امراواتی، اندراپردش (به انگلیسی: Amaravati, Andhra Pradesh) یک منطقهٔ مسکونی در هند است که در آندرا پرادش واقع شده‌است.

## خصوصیات
امراواتی ۵٬۴۹٬۳۷۰ نفر جمعیت دارد و ۸ متر بالاتر از سطح دریا واقع شده‌است.

## نگارخانه

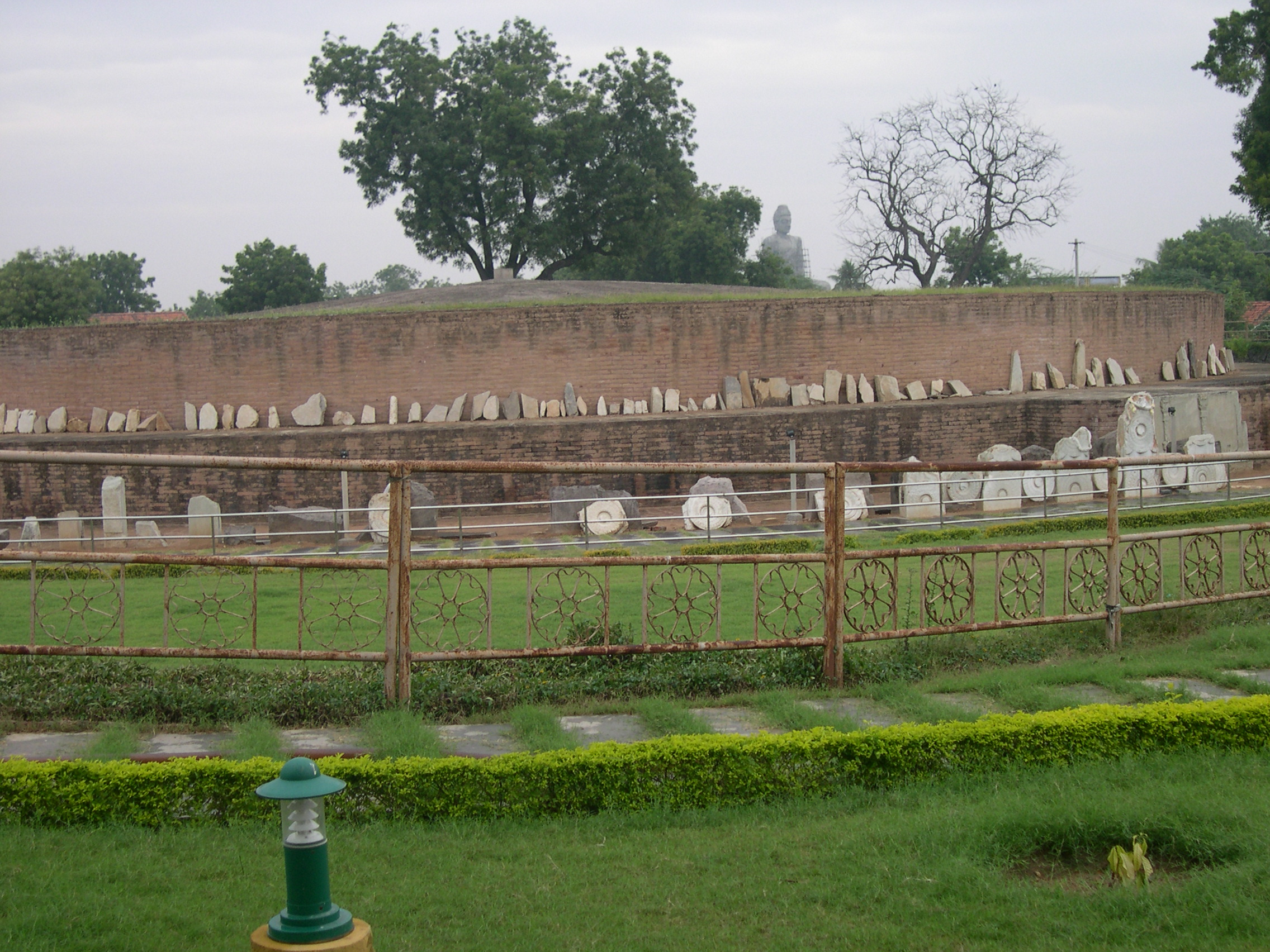
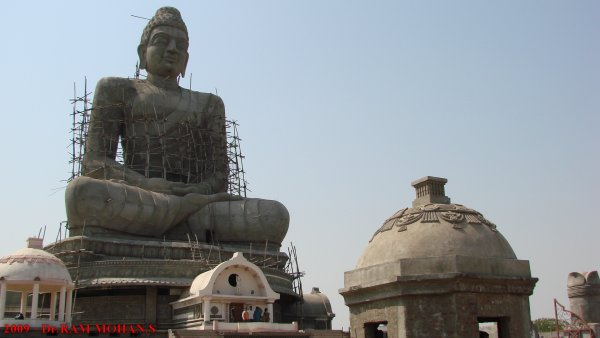
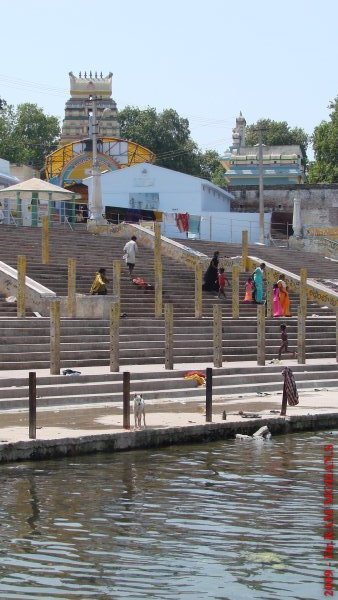
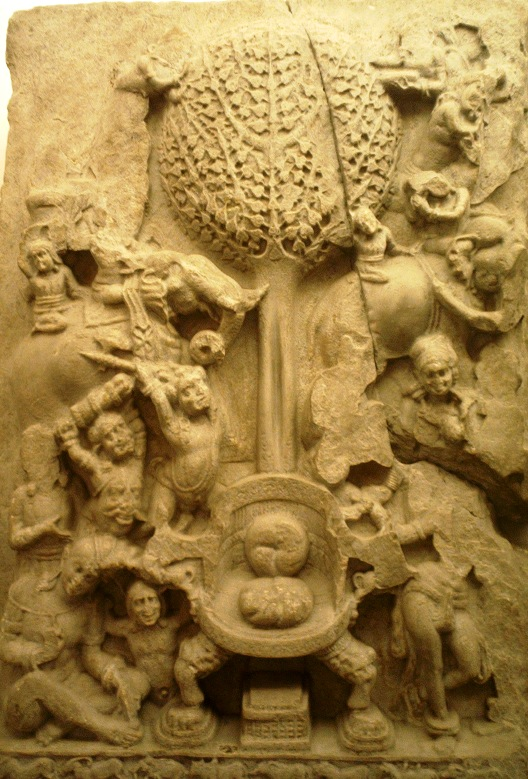
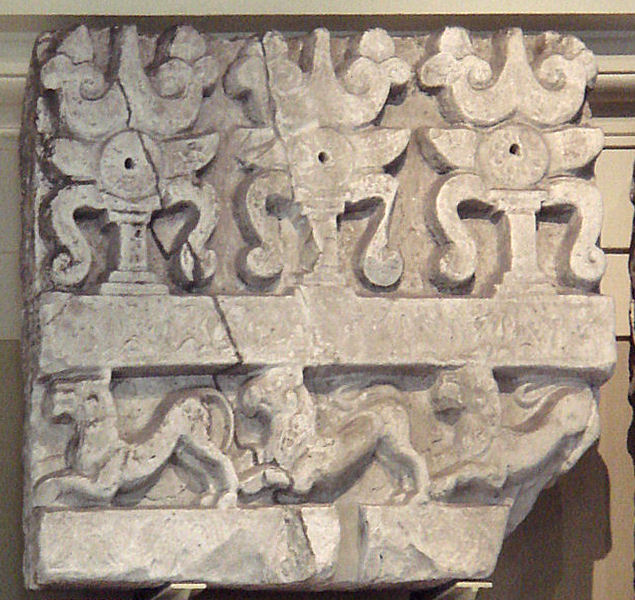
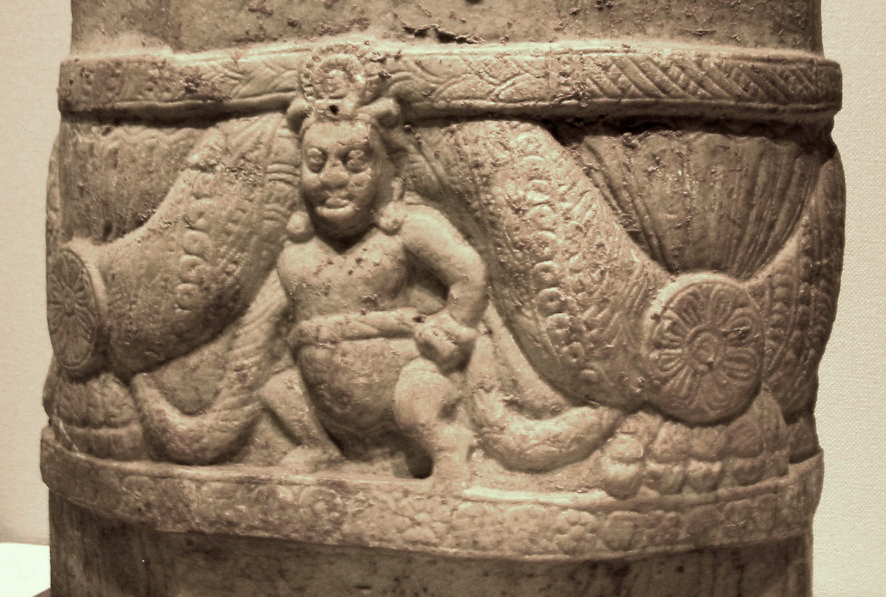